# Mattia De Sciglio
Mattia De Sciglio (matˈtia deʃˈʃiʎʎo); nascut el 20 d'octubre de 1992), és un futbolista professional italià que juga com a defensa a la Juventus i la selecció italiana.

## Palmarès
AC Milan
- 2 Supercopa italiana: 2011, 2016.

Juventus FC
- 3 Serie A: 2017-18, 2018-19, 2019-20.
- 1 Copa italiana: 2017-18.
- 1 Supercopa italiana: 2018.